# Erskine
Erskine é uma cidade localizada no estado americano de Minnesota, no Condado de Polk.

## Demografia
Segundo o censo americano de 2000, a sua população era de 437 habitantes.
Em 2006, foi estimada uma população de 412, um decréscimo de 25 (-5.7%).

## Geografia
De acordo com o United States Census Bureau tem uma área de
2,6 km², dos quais 1,9 km² cobertos por terra e 0,7 km² cobertos por água. Erskine localiza-se a aproximadamente 363 m acima do nível do mar.

## Localidades na vizinhança
O diagrama seguinte representa as localidades num raio de 24 km ao redor de Erskine.